# Runcu (Dâmbovița)
Pour les articles homonymes, voir Runcu.
Runcu est une commune du județ de Dâmbovița en Roumanie.